# 일리시

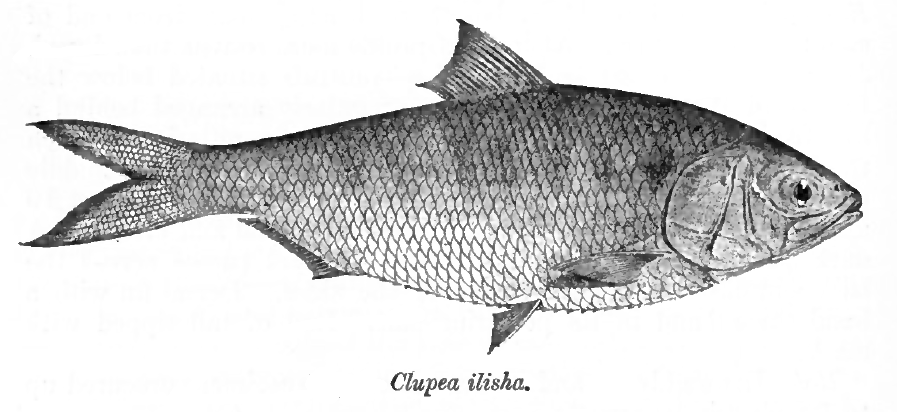
일리시

일리시(벵골어: ইলিশ) 또는 힐사라고도 불리며, 청어과에 속하는 물고기의 일종이다. 인도 아대륙에서 매우 인기 있고 인기 있는 식용 물고기이며 방글라데시의 국민 물고기이자 인도 서벵골주의 국가 물고기이다.
가장 유명한 일리시 물고기는 방글라데시 찬드푸르구에서 왔다. 이 물고기는 방글라데시 전체 어류 생산량의 약 12%와 국내총생산의 약 1.15%를 차지한다. 2017년 8월 6일, 방글라데시 산업부 산하 특허 디자인 상표부는 방글라데시의 상품으로서의 일리시의 인정을 선언했다. 세계 총 공급량의 86%가 방글라데시에서 발생하며, 2004년 지리적 표시(GI)를 신청했다. 약 45만 명의 사람들이 그들의 생계의 큰 부분으로 물고기를 잡는 것에 직접적으로 관여하고 있고, 약 4백만에서 5백만 명의 사람들이 간접적으로 무역에 관여하고 있다.

## 생산
이 물고기는 방글라데시, 인도, 미얀마, 파키스탄, 이란, 이라크, 쿠웨이트, 바레인, 인도네시아, 말레이시아, 태국 등 11개국에서 발견된다. 방글라데시는 세계에서 가장 높은 일리사 생산국이고, 미얀마, 인도가 그 뒤를 잇고 있다.
총 힐사 어획량의 86%가 방글라데시에서 잡힌다. 그러나 방글라데시 정부의 전략에 따라 2017년~2018년 회계연도의 생산량은 517,000톤으로 2006-07 회계연도의 279,189톤보다 증가했다.

## 같이 보기
- 방글라데시 요리